# Massimiliano Smeriglio
Massimiliano Smeriglio (ur. 8 maja 1966 w Rzymie) – włoski polityk, nauczyciel akademicki i samorządowiec, poseł do Izby Deputowanych, w latach 2013–2019 zastępca prezydenta regionu Lacjum, deputowany do Parlamentu Europejskiego IX kadencji.

## Życiorys
Ukończył studia z zakresu literatury i historii nowożytnej na Uniwersytecie Rzymskim „La Sapienza”. Uzyskał magisterium w dziedzinie nauk o komunikacji. Pracował w różnych przedsiębiorstwach, zajmując się szkoleniami i komunikacją biznesową. Praktykował również jako dziennikarz. W latach 2000–2013 zatrudniony na stanowisku docenta na Università degli Studi Roma Tre. Autor esejów, a także powieści Garbatella combat zone, Suk Ovest. Banditi a Roma i Per Quieto Vivere.
Należał do Odrodzenia Komunistycznego. W latach 2000–2006 był przewodniczącym rzymskiego okręgu Municipio Roma XI. Od 2006 do 2008 sprawował mandat posła do Izby Deputowanych XV kadencji. Później do 2013 zajmował stanowisko asesora do spraw pracy i kształcenia zawodowego w administracji prowincji Rzym. Dołączył w międzyczasie do ugrupowania Lewica, Ekologia, Wolność, z jego ramienia w 2013 ponownie został wybrany do niższej izby włoskiego parlamentu. Zrezygnował jednak wkrótce z mandatu w związku z powołaniem na zastępcę prezydenta Lacjum i asesora w administracji regionalnej. Odpowiadał głównie za kształcenie zawodowe, szkolnictwo wyższe i badania naukowe. W 2018 współtworzył inicjatywę polityczną Laury Boldrini pod nazwą Futura.
W 2019 odszedł z władz regionalnych Lacjum. W tym samym roku z listy Partii Demokratycznej został wybrany na eurodeputowanego IX kadencji. W 2024 zrezygnował z członkostwa w PD.